# Северный (Юрьянский район)
Северный — поселок в Юрьянском районе Кировской области в составе Ивановского сельского поселения.

## География
Находится на расстоянии примерно 2 километра на север от районного центра поселка Юрья, примыкая с севера к территории поселка Первомайский.

## История
Известен с 1989 года, когда здесь было учтено 403 жителя.

## Население
Постоянное население  составляло 403 человека (русские 95%) в 2002 году, 236 в 2010.